# Armadillidium klaptoczi
Armadillidium klaptoczi is een pissebed uit de familie Armadillidiidae. De wetenschappelijke naam van de soort is voor het eerst geldig gepubliceerd in 1924 door Arcangeli.